# Tall Timbers
Tall Timbers – jednostka osadnicza w Stanach Zjednoczonych, w stanie Maryland, w hrabstwie St. Mary’s.